# Лицо со сверхкрупным чистым капиталом
Ли́ца со сверхкру́пным чи́стым капита́лом (ЛСКЧК, англ. Ultra high-net-worth individuals, UHNWI) — лица, обладающие чистым капиталом не менее 30 миллионов USD в долларах 2018 года. Сегмент концентрации богатства, находящийся выше лиц с очень крупным чистым капиталом (не менее 5 миллионов USD) и крупным чистым капиталом (не менее 1 миллиона USD). Составляет лишь 0,003 % населения Земли, однако, обладает 13 % мировых богатств. За 2017 год число ЛСКЧК в мире выросло на 3,5 % и составило 226 450 человек с совокупным богатством, возросшим до 27 трлн USD.

## Определения и классификация
Лица со сверхкрупным чистым капиталом (ЛСКЧК) по определению обладают чистым капиталом не менее 30 млн USD, заключающимся в приемлемых для инвестиций активах за вычетом обязательств (исключая инвестиции в жильё и увлечения: искусство, самолёты, яхты и недвижимость). Особой категорией ЛСКЧК являются миллиардеры, обладающие чистым капиталом свыше 1 млрд USD. Согласно «переписи миллиардеров» 2014 года, в мире насчитывалось 2325 миллиардеров с совокупным чистым капиталом 7,3 трлн USD. В 2014 г. эти лица представляли немногим более 1 % от числа ЛСКЧК и обладали 24 % их совокупного богатства. 27 июня 2017 г. во «Всемирном отчёте о сверхбогатстве» было проанализировано состояние ЛСКЧК. Их численность выросла на 3,5 %, а совокупное богатство — на 1,5 %.

## Отчёты
«Всемирный отчёт о сверхбогатстве» посвящён ЛСКЧК и опубликован 27 июня 2017 г.

### Всемирный отчёт о сверхбогатстве
Всемирный отчёт о сверхбогатстве в 2013 г. был опубликован совместно Wealth-X и UBS. Пятое издание отчёта вышло в свет 27 июня 2017 г. Предыдущие Всемирные отчёты о сверхбогатстве выпускались Wealth-X самостоятельно в 2011 и 2012 гг.
Распределение ЛСКЧК по уровню богатства
| Всемирный СКЧК  | 2013              | 2013                           | 2012              | 2012                           | 2012-2013                | 2012-2013              |
| Чистый капитал  | Численность ЛСКЧК | Совокупное богатство, млрд USD | Численность ЛСКЧК | Совокупное богатство, млрд USD | Изменение численности, % | Изменение богатства, % |
| от 1 млрд USD   | 2 170             | 6 516                          | 2 160             | 6 190                          | 0,5 %                    | 5,3 %                  |
| 750—999 млн USD | 1 080             | 929                            | 990               | 855                            | 9,1 %                    | 8,7 %                  |
| 500—749 млн USD | 2 660             | 1 695                          | 2 475             | 1 560                          | 7,5 %                    | 8,7 %                  |
| 250—499 млн USD | 8 695             | 3 420                          | 8 090             | 3 225                          | 7,5 %                    | 6,0 %                  |
| 200—249 млн USD | 14 185            | 3 205                          | 13 500            | 3 035                          | 5,1 %                    | 5,6 %                  |
| 100—199 млн USD | 23 835            | 3 780                          | 22 290            | 3 335                          | 6,9 %                    | 13,3 %                 |
| 50—99 млн USD   | 60 760            | 4 720                          | 56 205            | 4 295                          | 8,1 %                    | 9,9 %                  |
| 30—49 млн USD   | 85 850            | 3 505                          | 81 670            | 3 280                          | 5,1 %                    | 6,9 %                  |
| Всего           | 199 235           | 27 770                         | 187 380           | 25 775                         | 6,3 %                    | 7,7 %                  |

### Отчёт Бостонской консалтинговой группы о мировом богатстве
Согласно отчёту о мировом богатстве, опубликованному Бостонской консалтинговой группой (БКГ) в июне 2014 г. в г. Вашингтоне, ликвидный капитал сверхбогатых домохозяйств со сверхкрупным чистым капиталом возрос в 2013 г. на 20 %. БКГ использует термин «домохозяйство с СКЧК», к которому относит домохозяйства с ликвидным финансовым капиталом от 100 млн USD, что превышает предел в 30 млн USD, используемый с момента выделения данной группы в 2007 г. По данным БКГ, по всему миру к этой группе сверхбогатых принадлежат около 15 000 домохозяйств, контролирующих 5,5 % мировых финансовых богатств. 5000 из них проживают в США, Китае, Великобритании и Германии. БКГ ожидает, что тенденция по концентрации богатства продолжится и далее. В то время как рост финансового богатства «недомиллионеров» ожидается на 3,7 % ежегодно до 2019 г., аналогичный показатель для сверхбогатых составляет 9,1 %. Доля этой группы в мировом финансовом богатстве, таким образом, возрастёт к 2019 г. до 6,5 %.

#### Характеристики ЛСКЧК
В 2013 г. 65 % ЛСКЧК в мире самостоятельно достигли своего уровня благосостояния, в отличие от 19 %, унаследовавших своё состояние, и 16 % унаследовавших и преумноживших богатство. Эти доли существенно разнятся между мужчинами и женщинами. По отчёту 2013 г. лишь 12 % ЛСКЧК являлись женщинами, из числа которых лишь 33 % добились своего состояния самостоятельно, в отличие от 70 % самостоятельно добившихся всего среди мужчин. Согласно тому же отчёту, 22 % самостоятельно добившихся богатства ЛСКЧК сумели заработать в сфере финансов, банковского дела и инвестиций. Около 15 % ЛСКЧК, унаследовавших богатство, участвуют в некоммерческих и общественных организациях.
Ожидается, что рост численности ЛСКЧК в Азии продолжится, и это демографическое изменение существенно повлияет на деятельность различных организаций, нацеленных именно на ЛСКЧК: таких как производители предметов роскоши, финансовые организации, благотворительные учреждения и университеты.
| Крупнейшие группы ЛСКЧК (2016) Источник: Wealth X | Крупнейшие группы ЛСКЧК (2016) Источник: Wealth X | Крупнейшие группы ЛСКЧК (2016) Источник: Wealth X |
| Страна                                            | Численность ЛСКЧК                                 |                                                   |
| ------------------------------------------------- | ------------------------------------------------- | ------------------------------------------------- |
| США                                               | 73 110                                            |                                                   |
| Япония                                            | 16 740                                            |                                                   |
| Китай                                             | 16 040                                            |                                                   |
| Германия                                          | 13 420                                            |                                                   |
| Великобритания                                    | 8 860                                             |                                                   |
| Франция                                           | 8 630                                             |                                                   |
| Канада                                            | 8 590                                             |                                                   |
| Гонконг                                           | 7 650                                             |                                                   |
| Швейцария                                         | 5 940                                             |                                                   |
| Италия                                            | 5 530                                             |                                                   |

| Крупнейшие группы ЛСКЧК (2016) Источник: Knight Frank | Крупнейшие группы ЛСКЧК (2016) Источник: Knight Frank | Крупнейшие группы ЛСКЧК (2016) Источник: Knight Frank |
| Страна                                                | Численность ЛСКЧК                                     |                                                       |
| ----------------------------------------------------- | ----------------------------------------------------- | ----------------------------------------------------- |
| США                                                   | 68 990                                                |                                                       |
| Китай                                                 | 14 310                                                |                                                       |
| Великобритания                                        | 9 470                                                 |                                                       |
| Германия                                              | 8 750                                                 |                                                       |
| Швейцария                                             | 7 140                                                 |                                                       |
| Япония                                                | 6 840                                                 |                                                       |
| Индия                                                 | 6 740                                                 |                                                       |
| Канада                                                | 4 110                                                 |                                                       |
| Гонконг                                               | 4 080                                                 |                                                       |
| Австралия                                             | 3 340                                                 |                                                       |

## Перепись миллиардеров
«Перепись миллиардеров» 2013 г. была опубликована совместно Wealth-X and UBS.
Один миллиардер в среднем обладает чистым капиталом в 3 млрд USD, а его ликвидная часть составляет 18 %. 60 % миллиардеров самостоятельно заработали своё состояние, 20 % унаследовали его, а другие 20 % — приумножили унаследованное. 18 % миллиардеров заработали в сфере финансов, банковского дела и инвестиций, 9 % — в промышленности, 7 % — в сфере недвижимости. Средний возраст миллиардеров — 62 года, и 87 % из них — мужчины. Примерно 68 % миллиардеров имеют образование не ниже степени бакалавра.

## Роль ЛСКЧК в экономике: предметы роскоши и ЛСКЧК как их потребители
ЛСКЧК имеют первостепенную важность не только для финансового, банковского и инвестиционного секторов, но и для производителей предметов роскоши, благотворительных учреждений, университетов и школ. ЛСКЧК играют важную роль в благотворительной деятельности; многие из них имеют свои частные фонды и поддерживают самые разнообразные начинания: от образования до помощи бедным.
Финансовые учреждения нацелены на ЛСКЧК и предлагают специальные услуги по управлению их богатством. Кроме того, изучение ЛСКЧК особенно интересно, принимая во внимание предстоящую передачу их богатств из поколения в поколение. Производители предметов роскоши, например, обычно рассматривают ЛСКЧК как отдельный сегмент своих клиентов, и прогнозируемый рост численности ЛСКЧК в Азии может гарантировать будущее для их отрасли. Несмотря на многочисленные сообщения о непростом годе для люксовых производителей, нацеленных на китайских любителей дорогих брендов, эксперты отрасли сохраняют оптимизм в долгосрочной перспективе, ожидая рост в сегменте ЛСКЧК. В сфере недвижимости ЛСКЧК особенно важны, поскольку их активы стоимостью 5 трлн USD вложены именно в эту сферу, что составляет 3 % от стоимости всей мировой недвижимости. Это представляет собой очень высокий процент владения, учитывая долю ЛСКЧК в численности населения Земли на уровне лишь 0,003 %.